# Дилления
Дилле́ния (лат. Dillenia) — род деревянистых растений семейства Диллениевые (Dilleniaceae), распространённый от Мадагаскара до Фиджи, большинство видов произрастают в тропической Азии.

## Ботаническое описание
Вечнозелёные, изредка листопадные деревья или реже кустарники. Кора красная, серая или коричневая. Листья простые, очерёдные, до 50 см длиной.
Цветки крупные, одиночные или собраны в малоцветковые или многоцветковые кисти. Чашелистиков (4) 5 (18), мясистые, часто сросшиеся. Лепестков (4) 5 (7) или они отсутствуют. Тычинки весьма многочисленные, внутренние часто с более длинными пыльниками, чем внешние; пыльники линейные. Плодолистики частично сросшиеся, в числе 4—20, сросшиеся с коническим цветоложем; семяпочек от 1 до множества на плодолистик. Плод окружён увеличенными чашелистиками, плодолистики вскрываются вдоль брюшного шва или невскрывающиеся. Семян обычно всего одно или несколько на плодолистик.

## Таксономия
Dillenia L., Sp. Pl. 1: 535 (1753).
Род назван в честь англо-немецкого ботаника Иоганна Якоба Диллениуса.

### Синонимы
- Capellia Blume (1825)
- Capellenia Hassk. (1844), orth. var.
- Clugnia Comm. ex DC. (1817)
- Colbertia Salisb. (1807)
- Dilema Griff. (1854)
- Lenidia Thouars (1806)
- Neowormia Hutch. & Summerh. (1928)
- Reifferscheidia C.Presl (1835)
- Syalita Adans. (1763)
- Wormia Rottb. (1783)

### Виды
Род включает 59 видов:
- Dillenia alata (R.Br. ex DC.) Banks ex Martelli — Дилления крылатая
- Dillenia albiflos (Ridl.) Hoogland
- Dillenia andamanica C.E.Parkinson
- Dillenia aurea Sm. — Дилления золотистая
- Dillenia auriculata Martelli
- Dillenia beccariana Martelli
- Dillenia biflora (A.Gray) Guillaumin
- Dillenia blanchardii Pierre
- Dillenia bolsteri Merr.
- Dillenia borneensis Hoogland
- Dillenia bracteata Wight
- Dillenia castaneifolia (Miq.) Martelli ex T.Durand & B.D.Jacks.
- Dillenia celebica Hoogland
- Dillenia crenatifolia Hoogland ex Mabb.
- Dillenia cyclopensis Hoogland
- Dillenia diantha Hoogland
- Dillenia excelsa (Jack) Martelli ex Gilg. — Дилления высокая
- Dillenia fagifolia Hoogland
- Dillenia ferruginea (Baill.) Gilg
- Dillenia fischeri Merr.
- Dillenia grandifolia Wall. ex Hook.f. & Thomson
- Dillenia hookeri Pierre
- Dillenia indica L. typus[1] — Дилления индийская
- Dillenia ingens B.L.Burtt
- Dillenia insignis (A.C.Sm.) Hoogland
- Dillenia insularum Hoogland
- Dillenia luzoniensis Merr.
- Dillenia mansonii (Gage) Hoogland
- Dillenia marsupialis Hoogland
- Dillenia megalantha Merr.
- Dillenia monantha Merr.
- Dillenia montana Diels — Дилления горная
- Dillenia nalagi Hoogland
- Dillenia obovata (Blume) Hoogland
- Dillenia ochreata (Miq.) Teijsm. & Binn. ex Martelli
- Dillenia ovalifolia Hoogland
- Dillenia ovata Wall. ex Hook.f. & Thomson
- Dillenia papuana Martelli
- Dillenia parkinsonii Hoogland
- Dillenia parviflora Griff.
- Dillenia pentagyna Roxb. — Дилления пятипестичная
- Dillenia philippinensis Rolfe
- Dillenia pteropoda (Miq.) Hoogland
- Dillenia pulchella (Jack) Gilg
- Dillenia quercifolia (C.T.White & W.D.Francis ex Lane-Poole) Hoogland
- Dillenia reifferscheidia Fern.-Vill.
- Dillenia reticulata King — Дилления сетчатая
- Dillenia retusa Thunb.
- Dillenia salomonensis (C.T.White) Hoogland
- Dillenia scabrella (D.Don) Roxb. ex Wall.
- Dillenia schlechteri Diels
- Dillenia serrata Thunb.
- Dillenia sibuyanensis (Elmer) Merr.
- Dillenia suffruticosa (Griff.) Martelli — Дилления кустарниковидная
- Dillenia sumatrana Miq.
- Dillenia talaudensis Hoogland
- Dillenia tetrapetala Joongku Lee, T.B.Tran & R.K.Choudhary
- Dillenia triquetra (Rottb.) Gilg
- Dillenia turbinata Finet & Gagnep.